# Рим III

Держави ЄС, де регламент застосовується
Держави ЄС, де регламент не застосовується

Пакт Європе́йського Сою́зу про пра́во розлу́чення або ІІІ Ри́мський регла́мент — нормативно-правовий акт Європейського Союзу, що стосується колізнійного права щодо розірвання шлюбу в 17 державах. Регламент визначає, яке право слід використовувати при транскордонних розлученнях, у той час як суди, до яких слід звертатися, визначається Регламентом ІІ Брюссельським регламентом, який діє для всіх дердавах Європейського Союзу, крім Данії. Регламент був схвалений Радою Європейського Союзу 20 грудня 2010 року, набув чинности в 14 початкових договірних сторонах 21 червня 2012 року і використовує механізм посиленого співробітництва, який дозволяє щонайменше дев'ятьом державам-членам ЄС налагодити поглиблену інтеграцію або співпрацю у певній сфері в рамках структур ЄС без залучення всіх держав-членів (див. також Європа різних швидкостей).

## Історія
Європейський Союз рухається до створення єдиного законодавства у сфері розлучень. У березні 2001 року Європейська комісія оприлюднила ІІ Брюссельський регламент, щоб визначити, який суд держави-члена ЄС має юрисдикцію в справах про розлучення між громадянами Європейського Союзу. Цей регламент, зі змінами, внесеними у 2005 році, визначає, які суди матимуть юрисдикцію щодо важливих питань. Але цей регламент, який є обов'язковим для всіх держав-членів, окрім Данії, не визначає, яке право повинні застосовувати суди, і через велику різноманітність законів про розлучення в межах Європейського Союзу, результати можуть сильно відрізнятися залежно від того, яке право застосовується. Як зазначив один вчений-юрист: «Матеріальне право, що стосується юридичного розлучення, продовжує широко відрізнятися між державами-членами: від мальтійського права, де існує заборона на розлучення, до фінського та шведського права, де не вимагаються фактичні підстави для розлучення». Крім того, законодавство та правова культура в цих країнах різняться в питаннях розлучення та спільного майна подружжя. Спостерігачі зазначають, що щедрість врегулювання та аліменти відрізняються в різних державах. Оскільки II Брюссельський регламент постановив, що першим судом, уповноваженим розглядати заяву про розлучення, є суд, який має відповідну юрисдикцію на це, і без регулювання того, яке право застосовується, воно може мати велике значення, у якій частині ЄС буде винесено рішення.

## Посилене співробітництво
Зі зростанням транскордонних розлучень у ЄС були висунуті загальні правила для врегулювання питання про те, де та за яким законом транснаціональні пари можуть розлучитися в Європейському Союзі. Проте Швеція заблокувала нові правила,  побоюючись їхнього впливу на застосовність ліберального законодавства про розлучення (законодавство про розлучення сильно відрізняється, причому скандинавський лібералізм відрізняється від більш консервативних держав із складнішими процедурами, як-от Мальта, яка лише нещодавно дозволила розлучення). Для того, щоб дати можливість тим країнам, які бажають, продовжити роботу без Швеції, у липні 2008 року дев'ять країн висунули пропозицію про посилене співробітництво: Австрія, Франція, Греція, Угорщина, Італія, Люксембург, Румунія, Словенія та Іспанія. Бельгія, Німеччина, Литва та Португалія розглядали можливість приєднатися до них.
На зустрічі міністрів юстиції 25 липня 2008 року дев'ять держав вирішили офіційно домагатися заходу посиленого співробітництва; вісім держав (дев'ять держав вище мінус Франція) офіційно звернулися з проханням щодо цього в Європейську комісію 28 липня 2008 року. 24 березня 2010 року, коли комісія офіційно запропонувала закон, Болгарія була десятою державою, яка приєдналася до вищезгаданої вісімки та Франції. Бельгія, Німеччина та Латвія офіційно приєдналися до них 28 травня 2010 року, а Греція вийшла.
Депутати Європарламенту підтримали цю пропозицію в червні 2010 року, коли 14 держав, які бажають взяти участь у запропонованій співпраці: Австрія, Бельгія, Болгарія, Франція, Німеччина, Угорщина, Італія, Латвія, Люксембург, Мальта, Португалія, Румунія, Словенія та Іспанія. 12 липня 2010 року Рада уповноважила ці держави продовжити посилене співробітництво. Після ухвалення Регламенту Ради (ЄС) № 1259/2010 20 грудня 2010 року новий Регламент, відомий як III Римський регламент набув чинности в 14 державах-членах 21 червня 2012 року. Іншим державам-членам ЄС дозволено підписати пакт пізніше. Литва стала першою державою, яка звернулася з проханням приєднатися до посиленого співробітництва у сфері законодавства про розлучення в червні 2012 року і їх участь була схвалена Комісією 21 листопада 2012 року. Положення угоди поширилися на Литву з 22 травня 2014 року. Греція подала запит на участь у регламенті в жовтні 2013 року, і Комісія надала їх схвалення 27 січня 2014 року, зробивши її 16-ю країною, яка приєдналася до регламенту, який застосовувався у Греції з 29 липня 2015 року. Участь Естонії була схвалена Комісією в серпні 2016 року, і регламент застосовувався до країни з 11 лютого 2018 року.

## Зміст
Колізійне право визначається на основі низки критеріїв. Якщо критерій вищого рангу не застосовується, оцінка переміщується на одиницю нижче. Основними критеріями вибору права є:
1. Вибір подружжя (вибір із закону одного  з їхніх громадянств, поточного чи попереднього місця проживання або права застосовуваного суду);
2. Місце проживання;
3. Їхнє останнє місце проживання (максимум 1 рік тому, 1 з подружжя має ще проживати там)
4. Їхнє громадянство;
5. Право суду, що використовується (lex fori[en]).

Якщо розлучення неможливе в рамках визначеного законодавства відповідно до схеми (наприклад, у разі розлучення одностатевої пари), застосовується право суду, у якому розглядається справа. Це положення також застосовується до законного роздільного проживання та перетворення законного роздільного проживання на розлучення.